# Zilá Breitenbach
Zilá Maria Breitenbach (Três de Maio, 19 de novembro de 1941) é uma política e professora brasileira.
Formada em pedagogia pela Unijuí, foi eleita prefeita de Três Passos, com 6.904 votos (46,48%), em 1996. Foi reeleita em 2000, quando teve 8.806 votos (56,39%), derrotando o candidato Ido Rhoden do Partido Trabalhista Brasileiro (PTB).
Zilá foi eleita Deputada Estadual em 2006 com 25.106 votos. Entre 2007 e 2009, exerceu o cargo de presidente do Partido da Social Democracia Brasileira (PSDB) do Rio Grande do Sul. Foi reeleita em 2010 com 34.700 votos.
Em 2010, foi uma das Deputadas Estaduais do Rio Grande do Sul que votou a favor do aumento de 73% nos próprios salários em dezembro, fato que gerou uma música crítica chamada "Gangue da Matriz" composta e interpretada pelo músico Tonho Crocco, que fala em sua letra os nomes dos 36 deputados (inclusive o de Zilá Breitenbach) que foram favoráveis a esse autoconcedido aumento salarial.
Liderou a bancada do PSDB na Assembleia Legislativa no período de 2013 e 2014, tendo ocupado anteriormente esse mesmo posto durante o governo de Yeda Crusius. Em 2014, obteve a primeira suplente da coligação PSDB, Solidariedade e PRB, com 29.216 votos. Em 4 de fevereiro de 2015, foi empossada para seu terceiro mandato como Deputada Estadual. Em 2018, reelegeu-se Deputada com 24.115 votos. Em 2021, assumiu o comando do PSDB Mulher no Estado.
Desde 2023, é secretária adjunta de Obras do Rio Grande do Sul.